# Harpsund

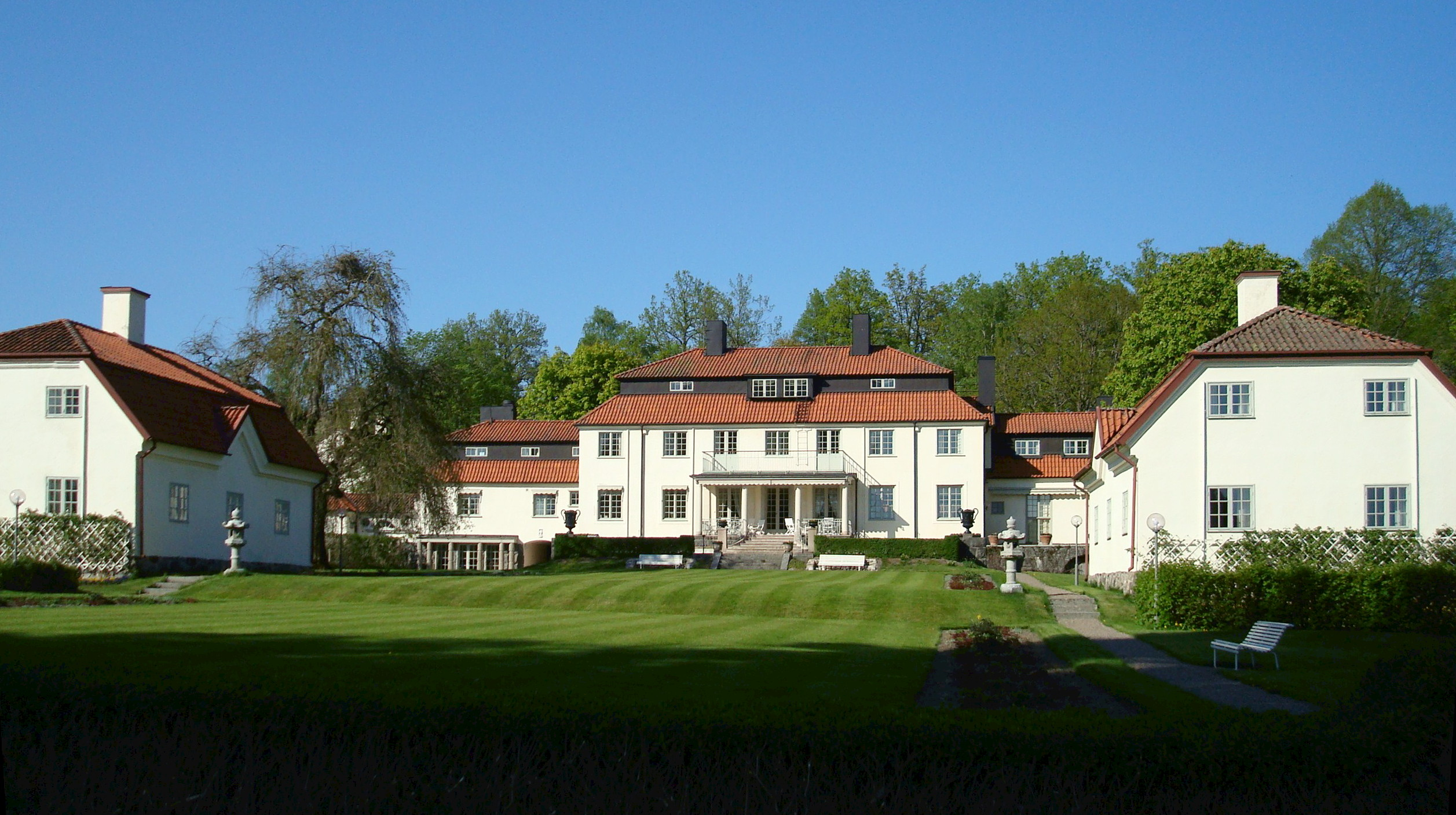
Harpsund vom See aus

Harpsund ist ein schwedisches Herrenhaus am gleichnamigen See. Es dient als Landsitz des schwedischen Premierministers. Harpsund liegt rund 125 Kilometer südlich von Stockholm in Mellösa, Gemeinde Flen, Provinz Södermanlands län. Zu Harpsund gehören 1650 Hektar Land mit Wäldern. Es wird von der Staatlichen Immobilienverwaltung verwaltet.

## Geschichte

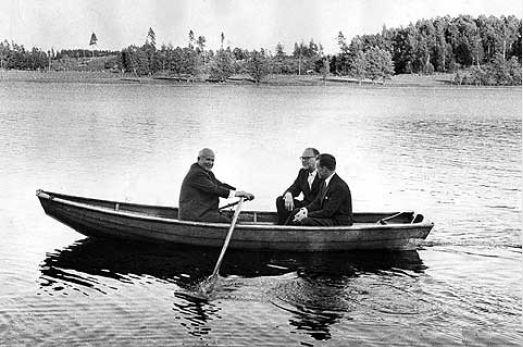
Erlander und Chruschtschow (1964)

Harpsund wurde erstmals 1380 erwähnt. Mehrere Gebäude stammen aus dem 17. Jahrhundert. 1784–1899 war das Gut im Eigentum der Adelsdynastie Sparre. Das zweistöckige Hauptgebäude wurde 1914 wegen Baufälligkeit abgerissen und durch Otar Hökerberg im Karolinska-Stil neu erbaut. 1952 wurde es durch Carl-August Wicander testamentarisch an den Staat vermacht. Nebengebäude wurden für Konferenzen umgebaut. Seitdem wird das Herrenhaus für informelle Treffen zwischen Regierung, Industrie und gesellschaftlichen Institutionen genutzt. Seit 1995 ist es als Byggnadsminne eingestuft.
Premierminister Tage Erlander lud 1964 Generalsekretär Nikita Chruschtschow zu einer Bootspartie ein; Fredrik Reinfeldt ruderte 2008 mit Bundeskanzlerin Angela Merkel. 2014 kamen Reinfeld, Merkel, der britische Premierminister David Cameron und der niederländische Regierungschef Mark Rutte dort zusammen. In allen Fällen entstanden denkwürdige Fotografien.